# Moulin Lochet
De Moulin Lochet (ook: Moulin Bolette) is een watermolen op de Ruisseau de Vaux in de tot de Belgische gemeente Trooz behorende plaats Nessonvaux, gelegen in de buurtschap Vaux-sous-Olne aan de Moulin Lochet.
Deze molen heeft vele functies gekend en maakte onderdeel uit van een steeds groeiend fabriekscomplex. Vanaf 1425 was er sprake van een volmolen. Vanaf 1653 werden deze fabrieken gebruikt om geweerlopen en kanonnen te vervaardigen. Ook was er van 1693-1724 een smeedhamer (maka) in werking. De molen ondertussen heeft in de 19e eeuw nog een wolspinnerij aangedreven en ze heeft ook als korenmolen gefungeerd. Begin 20e eeuw kwam het complex in bezit van de familie van wapenfabrikanten Riga.
Het huidige gebouw is in baksteen, met natuurstenen omlijstingen, van 1744. Het staat op een verlaten bedrijventerrein, maar werd van 2003-2004 gerenoveerd. Het bovenslagrad is ingebouwd.
- Monument Wallonië DGO4: 62122-INV-0100-01